# De terugkeer van Tarzan
De terugkeer van Tarzan (Engelse titel: The Return of Tarzan) is een roman geschreven door Edgar Rice Burroughs, de tweede in zijn reeks van vierentwintig boeken over het titelpersonage Tarzan. Het werd voor het eerst gepubliceerd in het pulp-tijdschrift New Story Magazine in de edities van juni tot december 1913. De eerste boekeditie werd uitgebracht in 1915,  de eerste Nederlandse vertaling kwam uit in 1922.